# العلاقات الإسبانية البنمية
تشير العلاقات الإسبانية البنمية إلى العلاقات الدبلوماسية التي تجمع بين بنما وإسبانيا. تُعد الدولتان عضوان في رابطة أكاديميات اللغة الإسبانية، ومنظمة الدول الأيبيرية الأمريكية للتربية والعلم والثقافة.

## التاريخ

### الاستعمار الإسباني
أصبح المستكشف الإسباني رودريغو دي باستيداس أول أوروبي يدخل أراضي بنما في عام 1501 ويطالب بها من أجل إسبانيا. أبحر كريستوفر كولومبوس على طول شواطئ بنما في عام 1502. أسس المستكشف الإسباني دييغو دي نيكويسا أول مستوطنة في بنما في عام 1510، وأطلق عليها اسم نومبر دي ديوس. وصل الفاتح الإسباني فاسكو نونييث دي بالبوا إلى بنما في سبتمبر عام 1513، وأصبح أول أوروبي يقود حملة استكشافية لرؤية المحيط الهادئ. أصبحت بنما رسميًا جزءًا من الإمبراطورية الإسبانية في عام 1513.
أصبح بيدرو أرياس دافيلا أول حاكم لإقليم بنما في عام 1514. بنى الحاكم أرياس دافيلا مدينة بنما التي جعلها عاصمة الإقليم. أمر عند وصوله إلى السلطة بقطع رأس بالبوا في عام 1517 بتهمة الخيانة. أمر الحاكم أرياس دافيلا بشن هجمات قاتلة ضد السكان الأصليين، والذي إما حرقهم وهم أحياء و/أو أطعمهم للكلاب. أصبحت بنما خلال هذه الفترة منطقة مهمة لإسبانيا لأنها تقع بين الأراضي الإسبانية في إسبانيا الجديدة وأقاليم أمريكا الجنوبية. أصبحت بنما جزءًا من التاج الإسباني في غرناطة الجديدة في عام 1717.

### استقلال
نُصِّب جوزيف بونابرت ملكًا لإسبانيا في عام 1808، وبدأت العديد من المستعمرات الأمريكية الإسبانية في إعلان استقلالها عن إسبانيا. قاد سكان بنما ثورة غير دموية ضد إسبانيا من 10 إلى 28 نوفمبر عام 1821، وأعلنوا استقلالها في 28 نوفمبر عام 1821. انضمت بنما إلى اتحاد كولومبيا الكبرى، والذي ضم كولومبيا والإكوادور وفنزويلا، بموافقة سيمون بوليفار.
انهار الاتحاد في عام 1831، وبقيت بنما مرتبطة بكولومبيا حتى عام 1903 عندما رفض مجلس الشيوخ الكولومبي التصديق على معاهدة هاي هيرّان، والتي كانت ستسمح للولايات المتحدة بتأجير قناة بنما لمدة 100 عام. سرعان ما دعمت الولايات المتحدة استقلال بنما الذي اعترفت به إسبانيا في عام 1903.

### ما بعد الاستقلال
أقامت بنما وإسبانيا رسميًا علاقات دبلوماسية في مايو عام 1904. أكملت إسبانيا بناء سفارة في مدينة بنما في عام 1915. هاجر العديد من الإسبان إلى بنما بحثًا عن ملجأ خلال الحرب الأهلية الإسبانية (1936-1939). زار ملك إسبانيا خوان كارلوس الأول بنما في سبتمبر عام 1977، وهي الأولى من بين ثلاث زيارات.
حكم مانويل نورييغا بنما من عام 1983 حتى عام 1989. فر نورييغا إلى السفارة البابوية للفاتيكان في بنما أثناء غزو الولايات المتحدة لبنما. طلب نورييغا من الحكومة الإسبانية اللجوء إلى إسبانيا أثناء وجوده هناك. رفضت إسبانيا طلب نورييغا بسبب امتلاك إسبانيا معاهدة تسليم جارية مع الولايات المتحدة.
سافر الملك الإسباني خوان كارلوس الأول إلى بنما في 31 ديسمبر عام 1999، والتقى بالرئيسة البنمية ميريا موسكوسو، وساعد في انتقال قناة بنما إلى السيطرة البنمية. ذهب رئيس الوزراء الإسباني ماريانو راخوي بزيارة رسمية إلى بنما في يوليو عام 2014. ذهب الرئيس البنمي خوان كارلوس فاريلا بزيارة رسمية إلى إسبانيا في سبتمبر عام 2014.

## علاقات ثنائية
وقعت الدولتان على عدة اتفاقيات ثنائية مثل معاهدة السلام والصداقة (1953)، واتفاقية التعاون الاجتماعي (1966)، واتفاقية التعاون الثقافي (1979)، واتفاقية التعاون الاقتصادي والتجاري (1982)، واتفاقية التعاون العلمي والتقني (1983)، واتفاقية التشجيع والحماية المتبادلين للاستثمارات (1997)، ومعاهدة تسليم المجرمين (1997)، واتفاقية النقل الجوي (2001)، واتفاقية بين وزارتي الصحة في بنما وإسبانيا لتشكيل العاملين الصحيين.

## وسائل النقل
هناك رحلات مباشرة بين بنما وإسبانيا عبر الخطوط الجوية الأيبيرية.

## التجارة
بلغ إجمالي التجارة بين بنما وإسبانيا 443 مليون يورو في عام 2017. تشمل صادرات بنما الرئيسية إلى إسبانيا: التونة المجمدة والكركند وزيت النخيل. تشمل صادرات إسبانيا الرئيسية إلى بنما: العطور والأدوية والصلب والحديد لأغراض البناء والسيارات والترام والأسلاك الكهربائية وأغطية السيراميك. بلغ إجمالي الاستثمارات الإسبانية في بنما 14 مليون يورو في عام 2016، وتجسدت معظم الاستثمارات في الصناعات الغذائية والورقية. تعمل الشركات الإسبانية متعددة الجنسيات مثل مابفري، وتليفونيكا وزارا في بنما.

## البعثات الدبلوماسية المقيمة
تملك بنما سفارة في مدريد وقنصليات عامة في لاكورونيا وبرشلونة ولاس بالماس وفالنسيا. تملك إسبانيا سفارة في مدينة بنما.

## مقارنة بين البلدين
هذه مقارنة عامة ومرجعية للدولتين:
| وجه المقارنة                                              | إسبانيا                                                                             | بنما                      |
| --------------------------------------------------------- | ----------------------------------------------------------------------------------- | ------------------------- |
| المساحة (كم2)                                             | 505.99 ألف                                                                          | 74.18 ألف                 |
| عدد السكان (نسمة)                                         | 46.73 مليون                                                                         | 4.10 مليون                |
| الكثافة السكانية (ن./كم²)                                 | 92.35                                                                               | 55.27                     |
| العاصمة                                                   | مدريد                                                                               | بنما                      |
| اللغة الرسمية                                             | اللغة الإسبانية، اللغة الغاليسية، لغة بشكنشية، اللغة الكتالونية، اللغة الأوكسيتانية | اللغة الإسبانية           |
| العملة                                                    | يورو، بيزيتا إسبانية                                                                | بالبوا بنمي، دولار أمريكي |
| الناتج المحلي الإجمالي (بليون دولار)                      | 1.31 تريليون                                                                        | 61.84 مليار               |
| الناتج المحلي الإجمالي (تعادل القوة الشرائية) بليون دولار | 1.77 تريليون                                                                        | 87.37 مليار               |
| الناتج المحلي الإجمالي الاسمي للفرد دولار أمريكي          | 28.16 ألف                                                                           | 13.27 ألف                 |
| الناتج المحلي الإجمالي للفرد دولار أمريكي                 | 38.00 ألف                                                                           | 20.89 ألف                 |
| مؤشر التنمية البشرية                                      | 0.876                                                                               | 0.780                     |
| رمز المكالمات الدولي                                      | +34                                                                                 | +507                      |
| رمز الإنترنت                                              | .es                                                                                 | .pa                       |
| المنطقة الزمنية                                           | ت ع م+01:00، ت ع م+02:00                                                            | 00                        |

## مدن متوأمة
في ما يلي قائمة باتفاقيات التوأمة بين مدن إسبانية وبنمية:
- ترتبط مدريد مع بنما باتفاقية توأمة منذ 19 يناير 1982.[20][20][20][20]

## منظمات دولية مشتركة
يشترك البلدان في عضوية مجموعة من المنظمات الدولية، منها:
| علم المنظمة | اسم المنظمة                               | تاريخ انضمام إسبانيا | تاريخ انضمام بنما |
| ----------- | ----------------------------------------- | -------------------- | ----------------- |
|             | يونسكو                                    | 30 يناير 1953        | 10 يناير 1950     |
|             | الفريق المعني برصد الأرض                  | ?                    | ?                 |
|             | مؤسسة التمويل الدولية                     | 24 مارس 1960         | 20 يوليو 1956     |
|             | المركز الدولي لتسوية المنازعات الاستشارية | 17 سبتمبر 1994       | 8 مايو 1996       |
|             | بنك أمريكا الوسطى للتكامل الاقتصادي ‏      | ?                    | ?                 |
|             | منظمة حظر الأسلحة الكيميائية              | ?                    | ?                 |
|             | مؤسسة التنمية الدولية                     | 18 أكتوبر 1960       | 1 سبتمبر 1961     |
|             | منظمة التجارة العالمية                    | ?                    | ?                 |
|             | وكالة ضمان الاستثمار متعدد الأطراف        | 29 أبريل 1988        | 21 فبراير 1997    |
|             | الاتحاد البريدي العالمي                   | ?                    | ?                 |
|             | منظمة الشرطة الجنائية الدولية             | ?                    | ?                 |
|             | الأمم المتحدة                             | 14 ديسمبر 1955       | 13 نوفمبر 1945    |
|             | الاتحاد الدولي للاتصالات                  | 1866                 | 14 يوليو 1914     |
|             | البنك الدولي للإنشاء والتعمير             | 15 سبتمبر 1958       | 14 مارس 1946      |

## أعلام
هذه قائمة لبعض الشخصيات التي تربطها علاقات بالبلدين:
- أنخيل ماريا هيريرا (مربي بنمي، 3 ديسمبر 1859 – 2 مايو 1948)
- بيليساريو بوراس باراهونا (28 نوفمبر 1856[26][27] – 28 أغسطس 1942[26][27])
- جايمي بينيدو (لاعب كرة قدم بنمي، 26 سبتمبر 1981[28] – )
- جويس مورينو (لاعب كرة قدم إسباني، 29 سبتمبر 1974[29] – )
- خوان ديموستينس أروسيمينا (سياسي بنمي، 24 يونيو 1879 – 16 ديسمبر 1939)
- خوسيه كوينتيرو (15 أكتوبر 1924[30][31][32] – 26 فبراير 1999[30][31][32])
- روبن غارسيس (لاعب كرة سلة إسباني، 17 أكتوبر 1973 – )
- روبين داريو باريديس (1933 – )
- ريكاردو مارتينيلي (29 مارس 1952 – )
- عمر توريخوس (13 فبراير 1929[33][34][35] – 31 يوليو 1981[33][34])
- فلورنسيو هارموديو أروسيمينا (سياسي بنمي، 17 سبتمبر 1872[36] – 30 أغسطس 1945[36])
- كارلوس أنطونيو ميندوزا (31 أكتوبر 1856[37] – 13 فبراير 1916[37])
- مانويل نورييغا (رئيس بنمي سابق، 11 فبراير 1934[38] – 29 مايو 2017[38][39])
- ميرسيدس مولتو (21 فبراير 1972 – )

## وصلات خارجية
- موقع وزارة الخارجية الإسبانية
- موقع وزارة الخارجية البنمية